# Timo Forsström
Timo Markku Forsström (Helsinki, 1961) is een hedendaags Fins componist en musicus.

## Biografie
Op 6-jarige leeftijd kreeg hij accordeonles. Op jonge leeftijd ging hij naar de Lasse Pihlajamaa accordion school en speelde ook elektrische gitaar om in een rockband mee te musiceren. Gedurende militaire dienst was hij lid van de Hämeenlinna Army band en daar groeide het idee om muziek te studeren. Al spoedig werd hij lid van de Guard's Band of the Finnish Defence Forces en speelde daar hoorn, later werd hij tweede dirigent van dit korps. 
Ook als muziekuitgever is hij actief en stichtte een eigen muziekuitgeverij. Zijn werken werden zeer populair omdat hij een geraffineerde toonspraak inzet en de instrumenten van de registers en secties van een harmonieorkest goede partijen geeft. Van zichzelf zegt hij dat de Finse componisten Rauno Lehtinen en Markku Johansson hem het meest hebben beïnvloed. De compositie Waiting for Spring was voor hem een mijlpaal omdat hij na de publicatie ook buiten Finland bekend werd. In 2001 en 2002 won hij het compositieconcours voor de Finse tango.

## Composities

### Werken voor harmonieorkest
- 1992 Lighthouse Island - (Majakkasaari) voor eufonium en harmonieorkest
- 1992 Taivallahti Blues
- 1993 On the Long Road
- 1996 Castle Park - (Linnan puisto) concert-mars
- 2001 Moon, the cold queen tango
- 2002 Play it louder tango
- 2012 Sons of the Midnight Sun
- All for one
- Faitterit (The Blue Berets)
- Groove overture
- Miss Honeymelon
- Lucky boy - (Onnen poika)
- Rodeo
- Waiting for spring

### Werken voor accordeon-orkest
- Kuu, kylmä kuningatar
- Soittakaa lujempaa
- Ei lähtevää saa viivyttää

- Gemeinsame Normdatei: 1176734989
- MusicBrainz: 50907c36-720d-475c-b583-a8a72d8dce1f
- Virtual International Authority File: 4540154260869224480007